# Wenn der junge Wein blüht (film 1927)
Wenn der junge Wein blüht è un film muto del 1927 diretto da Carl Wilhelm.

## Produzione
Il film fu prodotto dalla Gloria-Film GmbH.

## Distribuzione
Distribuito dalla Filmhaus Bruckmann, il film - che ottenne il visto di censura il 22 dicembre 1926 - fu presentato in prima a Berlino il 28 gennaio 1927.